# Kloster Seiça
Das Kloster Seiça (Mosteiro de Seiça, Santa Maria de Seiça, Ceica) ist eine ehemalige Zisterzienserabtei in der Freguesia Paião, Concelho Figueira da Foz an der Südgrenze des Distrikts Coimbra in Portugal. Sie liegt zwischen Figueira da Foz und Pombal neben dem Eisenbahnhaltepunkt Seiça. Alljährlich an Maria Himmelfahrt (15. August) findet auf der Fläche zwischen der Kapelle von Seiça und der Klosterruine ein dreitägiges Volksfest mit Marktständen (Gastronomie, Textilien, Handwerk, Obst und Gemüse, landwirtschaftliche Geräte) statt.

## Geschichte
Das Kloster wurde von Dom Afonso Henriques nach einer Wundererscheinung bei der nahegelegenen Kapelle Nossa Senhora de Seiça gestiftet, gelangte 1195 als Tochterkloster von Kloster Alcobaça an den Zisterzienserorden und gehörte der Filiation der Primarabtei Clairvaux an. 1348 tötete die schwarze Pest binnen zweier Monate 150 Mitglieder der Klosterfamilie. König Manuel I. ordnete 1513 die Erneuerung des stark heruntergewirtschafteten Klosters an. Wie alle portugiesischen Zisterzienserklöster wurde auch Seiça 1834 aufgelöst. Nach 1834 wurde eine Fabrik zum Schälen von Reis eingerichtet.

## Bauten und Anlage

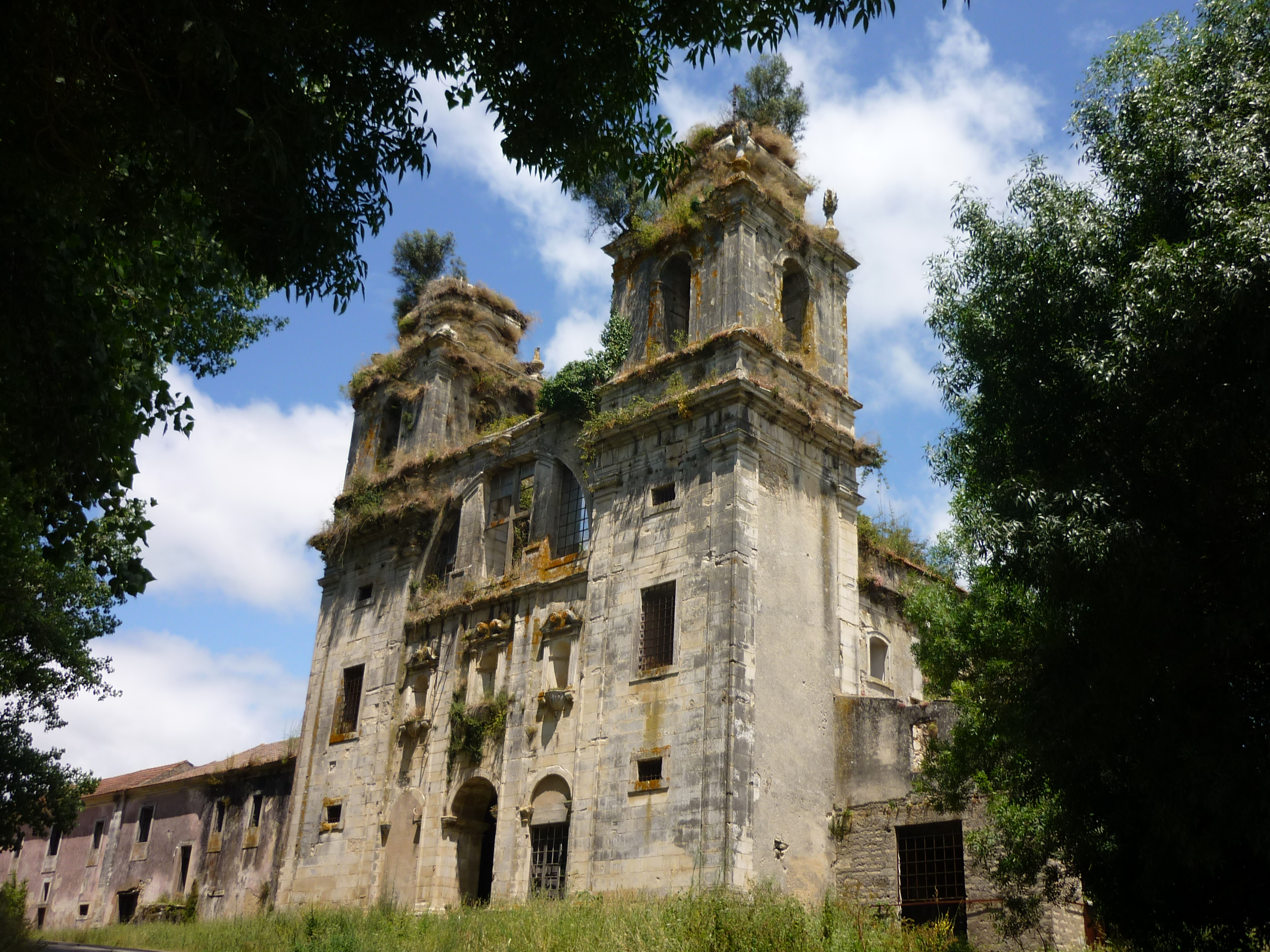
Die Klosterruine

Das Kloster wurde im 17. Jahrhundert durch den Architekten Mateus Rodrigues neu errichtet. Die einschiffige Barockkirche mit untereinander in Verbindung stehenden Seitenkapellen besitzt eine Doppelturmfassade mit einer Vorhalle mit drei Arkaden. Die Anlage befindet sich in verfallenem Zustand. Hochchor, die überkuppelte Vierung, Teile des Langhauses und das Querhaus sind eingestürzt. Von der nördlich der Kirche gelegenen Klausur sind zwei Flügel mit dem Refektorium, der Bibliothek und einigen Mönchszellen erhalten.

## Galerie

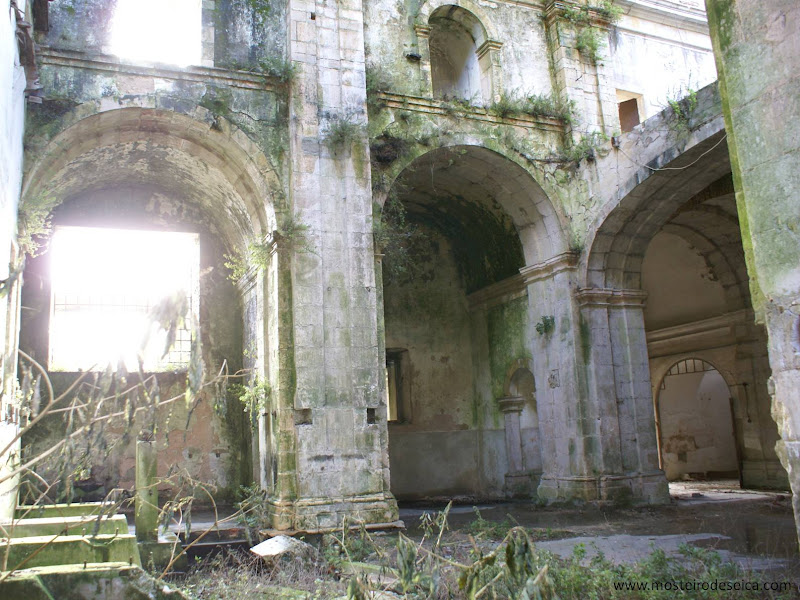
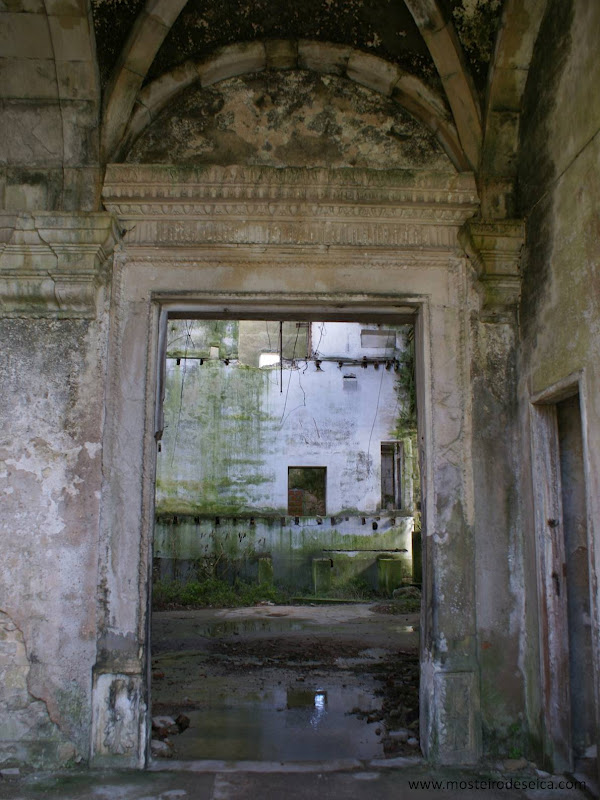
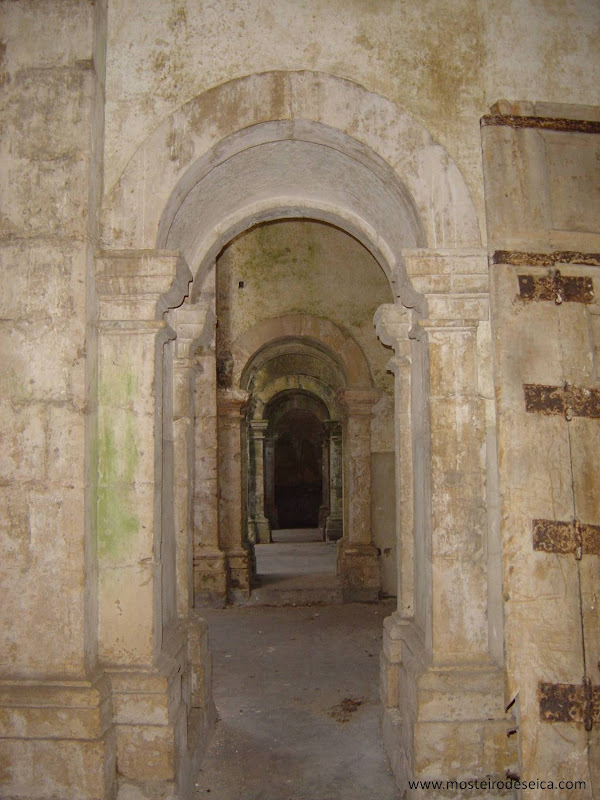
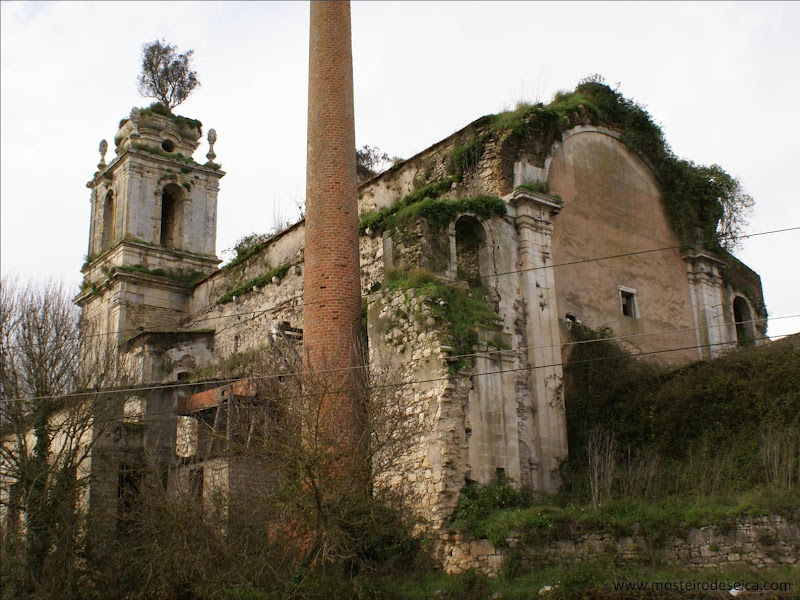
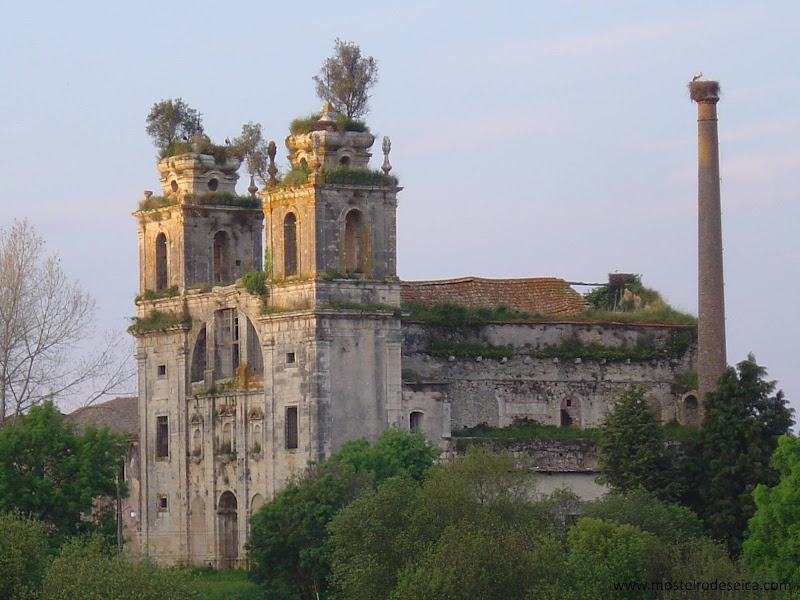